# 장로교

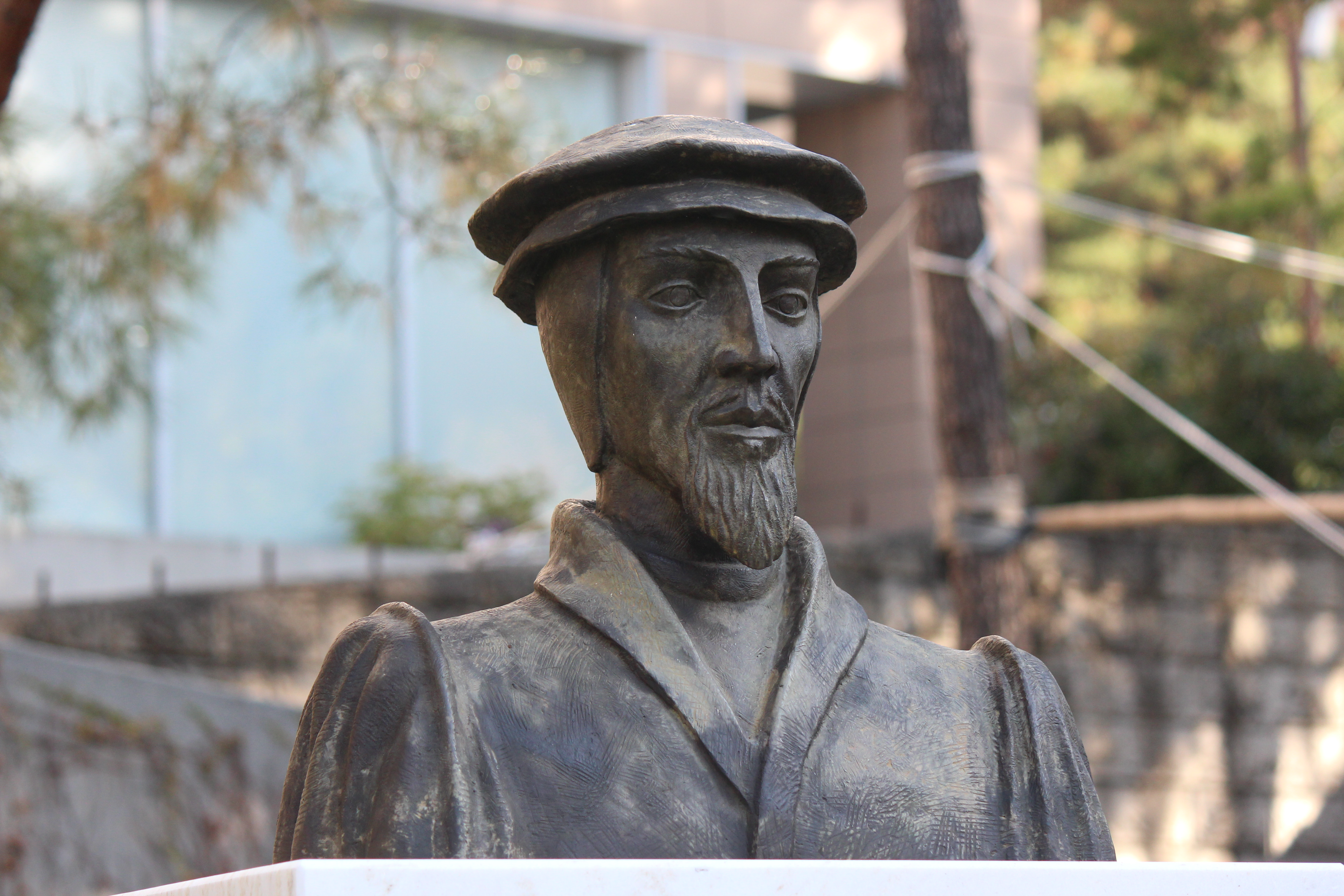
프랑스의 유명한 조각가 다니엘 레클레로(Daniel Lecleroq)가 만든 장 칼뱅 동상, 장신대학교

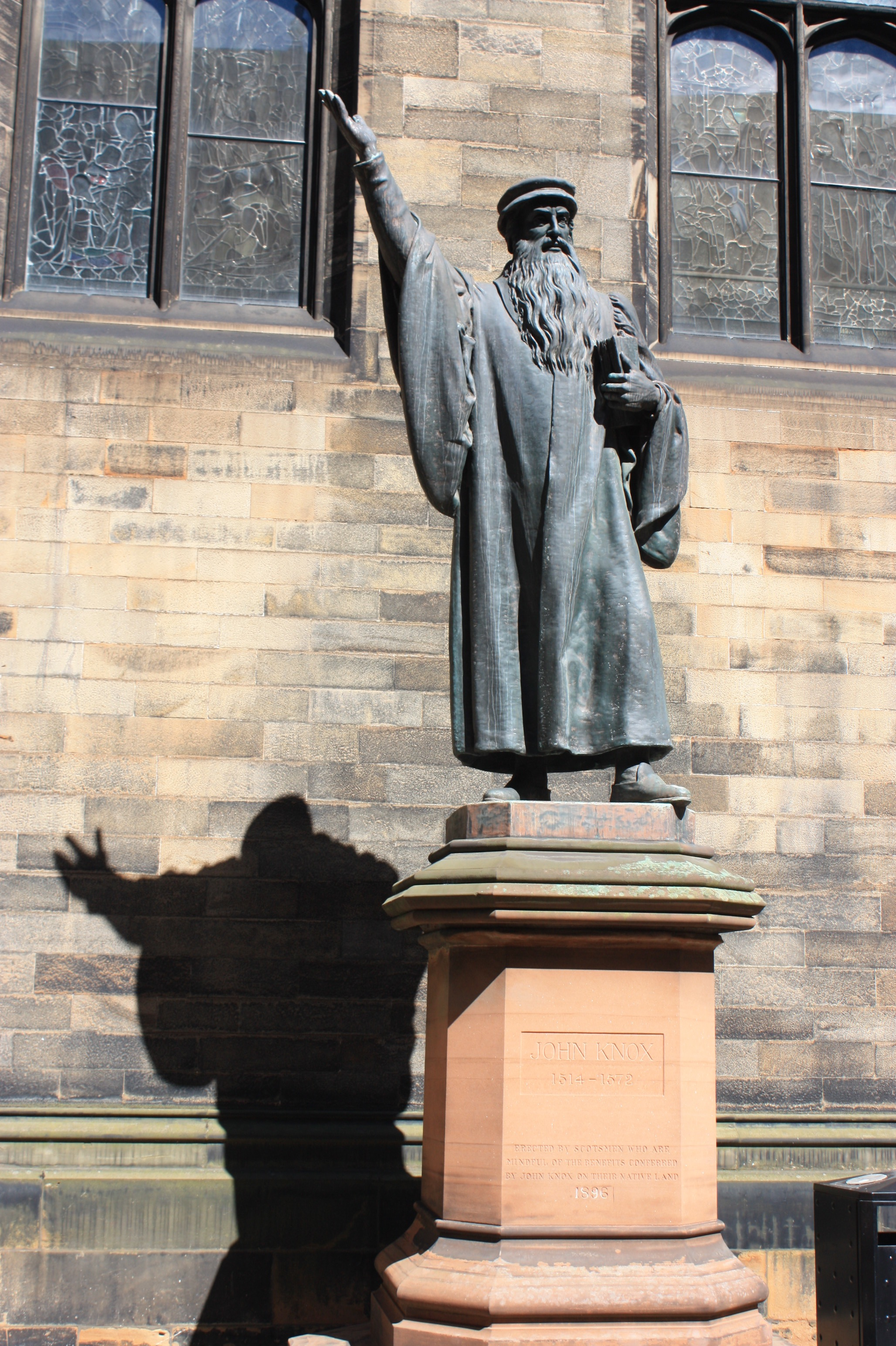
에딘버그 대학교에 있는 존 헛치슨(John Hutchison)의 작품인 존 녹스 동상

장로교(長老敎, 장로주의, Presbyterianism)는 16세기 종교개혁 운동으로 형성된 유럽의 칼뱅주의적 개혁파 가운데 스코틀랜드의 종교개혁 기간 동안 존 녹스를 중심으로 형성된 칼뱅주의 성격의 개신교 교파가 된다.
참고로, 존 녹스는 장 칼뱅의 제자가 되는 이로, 훗날에 스코틀랜드로 건너와 칼뱅의 종교개혁 사상을 전파하였다. 장로교는 칼뱅의 신학적 전통을 따른다는 점에서 다른 개혁파 교회와 신학에서 거의 같다. 그러나 교회의 치리 구조에서 목사와 장로로 구성된 당회(치리회)가 교회를 다스리되, 개별 교회 만으로 완전한 교회 조직이라고 하지 않고 상회(上會)로서의 노회를 두고, 더 넓은 치리회로서 대회 또는 총회를 두는 계층적 교회 질서를 가지고 있다는 점에서 다른 교파인 회중교회, 성공회등과 다르다. 대한민국에서는 넓은 의미에서는 개혁파(Reformed)와 같은 의미로 또는 한 부분으로 보는 경향이 있다. 개혁파 교회는 성공회, 루터교, 재침례파(Anabaptist)와 더불어 16세기 종교개혁 시기에 형성되었고, 장로교회는 스코틀랜드를 중심으로 미국에 왔고, 1885년 미국의 북장로교 선교사인 언더우드를 시작으로 남장로교회와 캐나다 장로교회 그리고 호주 장로교회의 선교사들이 한국에 들어왔다.

## 스코틀랜드의 장로교
아무리 스코틀랜드에서 장로 정치를 하려는 시도는 이전에도 이미 존재했지만, 본격적으로 스코틀랜드에 장로정치가 세워진 것은 종교개혁자 장 칼뱅 밑에서 시무한 종교개혁자 존 녹스가 스코틀랜드의 종교개혁을 주도했기 때문이었다. 장로 정치와 함께 칼뱅주의가 세워지면서 스코틀랜드는 16세기 중반 이후에 장로교를 국교로 하는 나라가 되었다.

## 잉글랜드의 장로교
17세기의 잉글랜드에는 회중교회와 스코틀랜드의 장로교회가 혼재한 상태에 있었으며, 장로교회는 회중교회와 교리적으로는 동일하나 교회정치에서의 차이점으로 또다른 분파를 유지하였다. 1688년의 관용령에 의해 장로교는 교회 안의 신뢰할 만한 소수의 장로회원들에게 권한을 주고 그들이 운영을 하도록 하였는데, 영국정부에서의 기금이 들어오지 않자, 회원중에 경제적 능력있는 자들에게 이사회 등의 자격을 주어 경제적 권한만을 주도록 허용하였다. 부유한 이사등은 차츰 교회에서 영향력을 행사하며, 신학적인 교리적 중요성보다는 이성적이고 온건한 장로교로의 선회를 요구하였다. 영국의 장로교는 다음과 같이 두 분류로 크게 나뉘었다.

### 칼뱅주의교리의 순수성을 따르는 교회
이러한 부류의 교회들은 웨스트민스터 신앙고백과 웨스트민스터 소요리문답, 웨스트민스터 대요리문답을 따르며 하나님의 말씀이 선포되고, 성례가 적절하게 행해지는 교회를 말한다.

### 존 로크의 관용에 초점을 맞춘 교회
이러한 부류의 교회들은 관용령에 근거하고 존 로크의 《관용에 관하여》라는 논문처럼 교회내에서 관용을 먼저 실천하는 측면에서 서로 다른 교리에 관용적인 태도를 중시하는 교회들이다. 로크의 이론은 하나님의 말씀의 권위보다 양심과 이성에 근거하여 타종교에 대하여 괄시나 억압, 핍박 등을 막아야 하는 관용을 베푸는 것이 보다 중요하다고 가르쳤다.

## 미국의 장로교
미국의 장로교는 스코틀랜드의 장로교의 역사와 흡사한 경로를 거쳐 분파를 형성한다.

## 한국의 장로교

### 교의
대한민국의 장로교회에서 가장 큰 교단인 대한예수교장로회 합동측에서는 신학적으로 개혁주의를 따르며 신구약성경을 신앙과 본분에 대하여 정확 무오한 유일의 법칙으로 보고 있고, 이와 비슷한 교세를 가지고 있는 대한예수교장로회 통합측에서는 신구약성경을 하나님의 말씀이고 신앙과 행위에 대한 정확무오한 유일한 법칙으로 믿고 있다. 이에 비하여 한국기독교장로회는 상대적으로 진보적인 교의 해석을 하고 있다.

## 한국 전래 및 역사
- 1866년 스코틀랜드 출신의 장로교 선교사 로버트 저메인 토머스가 제너럴 셔먼 호를 타고 평양에 입국했다가 순교함.(한국 개신교의 첫번째 순교자.)
- 본격적으로, 한국에는 미국 장로교회의 호러스 그랜트 언더우드 목사 등의 선교활동으로 1885년에 들어왔다.

- 1912년 9월 첫 장로교 총회가 열렸다.
- 1952년 9월 장로교의 신사참배를 반대하다가 투옥당했던 사람들이 대한예수교장로회 고려파로 분립하였다.
- 1953년 성서비평학 수용문제로 보수적인 대한예수교장로회 (예장)와 진보적인 한국기독교장로회 (기장)로 분열되었다.
- 1960년 2월 대한예수교장로회는 세계교회협의회 가입에 찬성한 대한예수교장로회 (통합)과 반대한 대한예수교장로회 (합동)으로 갈라졌으며, 대한예수교장로회 (고신)이 합동측에 참여하였다. 분열에는 신학적인 문제와 함께 출신지역과 관련이 있었는데, 합동측은 평안남도와 황해도 출신이 많았고, 통합측은 평안북도 출신이 많았다.
- 1974년 제24회 고신측 총회에서 신자간에 일반 법원에서의 고소가 가능하다고 가결한데서 빚어진 교리의 신학적인 변질과 교회행정 문제에 항의한 것이 교단 분리의 원인이 되었다. 대한예수교장로회 (고신)에서 분리되어 나온 반고소 고려파 교단은 후에 대한예수교장로회 (고려)총회가 되었다.
- 2002년 문화체육관광부와 기타 국가기관에 등록된 개신교 170개 교단 중 장로교가 명칭에 들어 있는 교단은 118개이다.[6]
- 한국 장로교는 역사적으로 미국 장로교와 호주 장로교의 선교를 통하여 시작되었으나 신학적 전통은 미국 중심이다. 그러나 해방후, 새로이 분립 결성된 고려파는 화란 개혁주의를 표방한다. 이후 <스코틀랜드 장로교 전통>의 역사적 계승을 선언한 한국예수교장로회가 2012년에 출범했다.
- 한국 장로교는 1981년 결성된 한국장로교총연합회와 2009년 요한 칼빈 탄생 500주년 기념사업회가 7월 10일 장로교회의 날을 제정하여 기념대회를 열었다. 이후, 2012 장로교 총회 100주년 기념대회가 일부 대형교단 중심으로 개최되었다. 특히 한국교회에 보혁간 가장 논쟁이 되었던 세계교회협의회 제10차 부산총회가 2013년 10월 부산벡스코에서 찬반 가운데 열려 한국교회가 다시한번 <복음의 진정성>에 대한 자성의 계기가 되었다.

## 논란
미국장로교가 제221차 총회에서 동성결혼을 인정하는 결의를 한 것과 관련, 한국기독교총연합회는 "성경의 말씀을 더욱 굳게 지키고, 믿음의 삶으로 성도들을 이끌어야 할 미국 최대 장로교단이 오히려 성경의 권위를 무시하고 이에 반하는 결의를 한 것에 대해 도저히 용납할 수 없으며, 한기총은 '동성결혼 인정' 결의를 즉각 철회할 것을 강력히 촉구한다"고 밝힌 바 있다.

### 이단과 분파 시비
한겨레 신문은 "장로교는 예수교장로교 통합과 합동 그리고 기독교장로교로 분파됐다. 예장의 분파는 무려 200여개에 이른다. 이런 분파 속에서 목회자나 신학자들은 소속 교단이나 교파에 매우 민감하다. 교단별로 서로 인정하지 않아 이단시비 속에서 갈등과 분쟁을 일으키기도 했다."고 지적했다.

### 정체성 혼란 문제
장로교회의 가장 큰 특징은 상술한 것처럼 개별교회를 완전한 교회로 보지 않고 노회에 속한 교구(parish)로 보고, 목사도 노회 소속이며, 노회의 치리권을 중시하는 직제를 가진다는 것이다. 개별 교회가 타락하는 것을 막고 공교회성을 유지하기 위해 종교개혁 시대부터 유지해온 시스템이다. 그러나 한국에 형성된 장로교회들은 대형교회 위주로 재편되고 작은 교회는 각자도생의 길을 걸으면서 개교회 중심이 되었고, 노회는 장로보다는 목사 위주로 돌아가고 있다. 결국 당회와 노회는 사실상 치리권을 잃어버리는 현실이 오래 계속되고 있으며(교인들이 범죄할 경우 치리를 하면 다른 교회로 옮겨버리고 심지어 목회자들도 해당 노회에서 징계를 먹으면 타 노회나 교파로 옮겨버리거나 노회를 탈퇴하는 등), 이로 인하여 장로교회라는 본연의 정체성을 갖고 있느냐 하는 문제가 대두된다. 노회 소속 목회자의 범죄 사실이 발견되어도 노회가 이를 치리하지 않거나 혹은 못하는 일 등이 교계 뿐만 아니라 일반 언론에도 오르내리는 최근의 현실들은 이를 반증한다.

## 참고 문헌
- History of the Presbyterians in England: Their Rise, Decline and Revival ( A.H.Drysdale, 1889)

## 같이 보기
- 정통
- 개혁교회
- 개혁신학
- 개혁주의
- 요한 칼빈 탄생 500주년 기념사업회
- 칼뱅
- 존 낙스
- 대한예수교장로회
- 한국기독교장로회
- 대한예수교장로회연합회
- 대한예수교장로회총회연합회
- 한국장로교총연합회
- 디모데전서 4:14